# Scapania umbrosa
Scapania umbrosa là một loài rêu tản trong họ Scapaniaceae. Loài này được (Schrad.) Dumort. miêu tả khoa học lần đầu tiên năm 1835.

## Hình ảnh

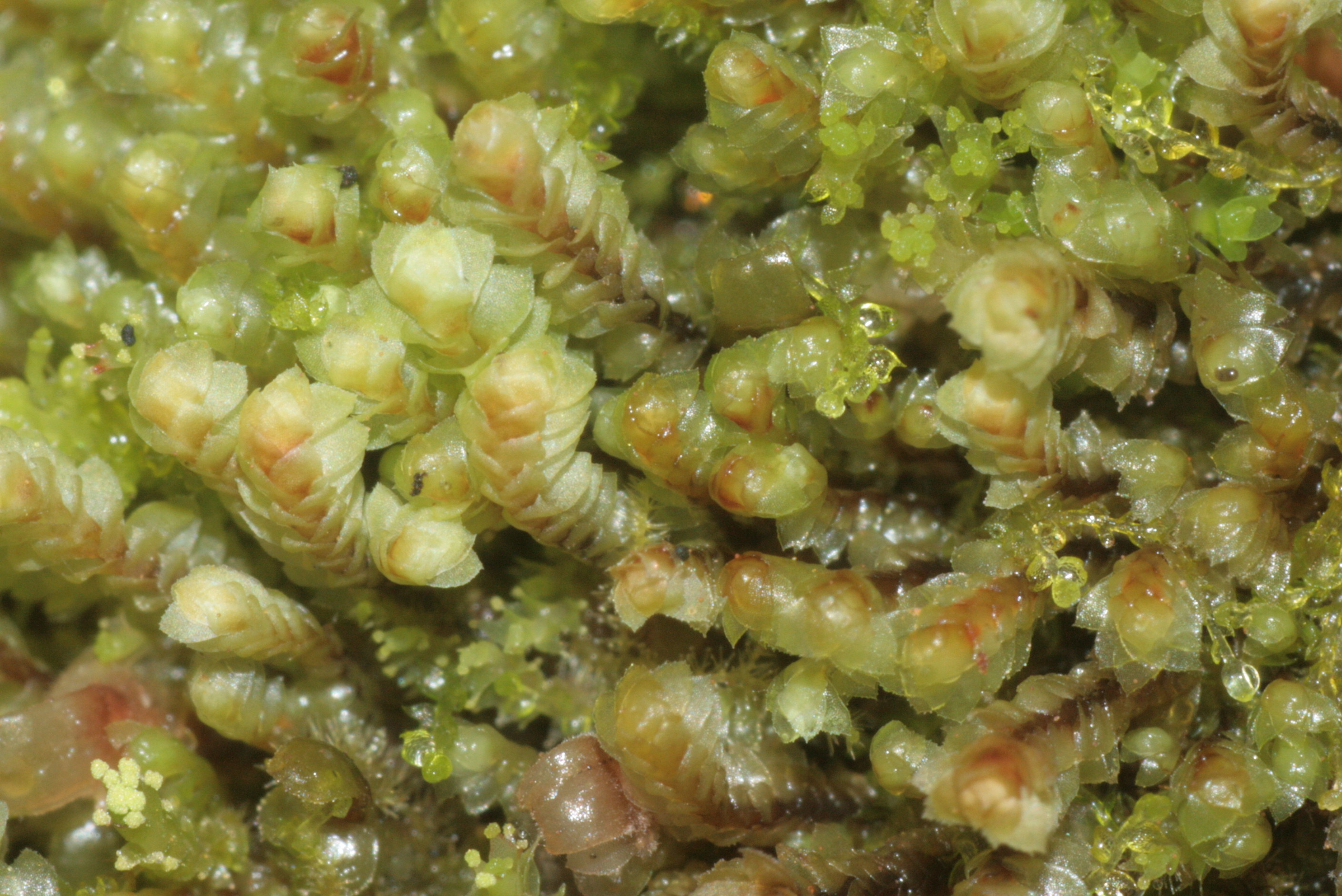
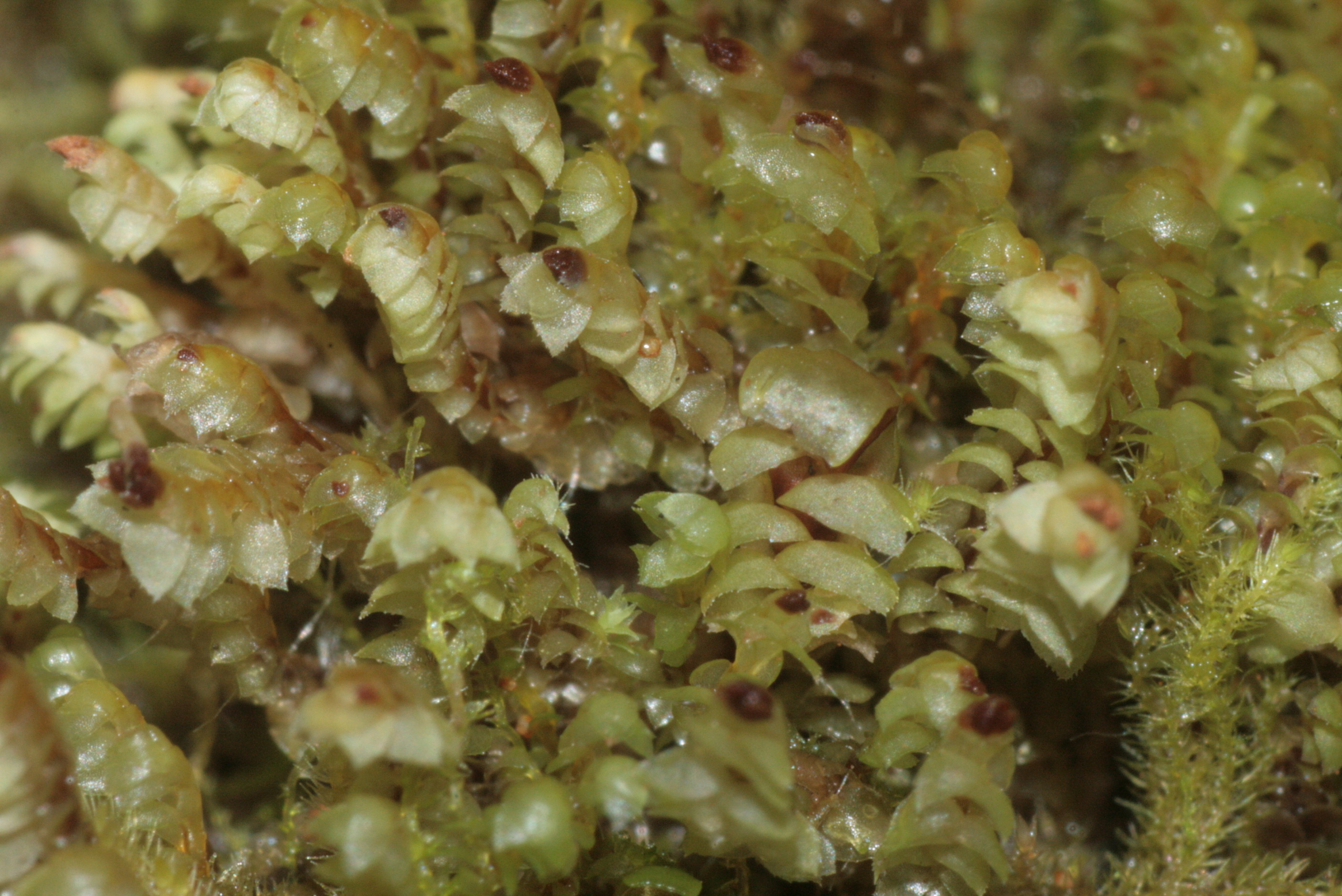
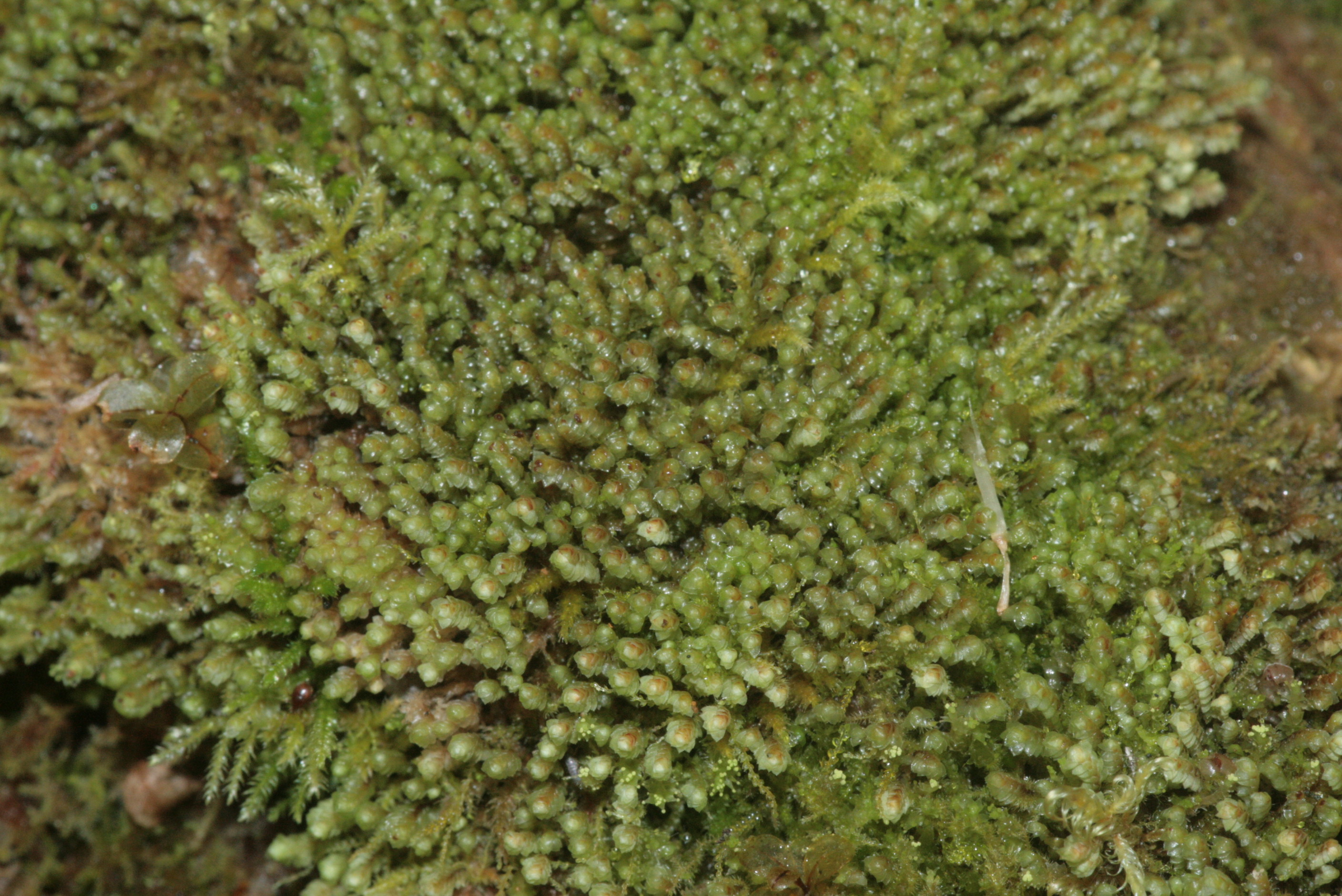
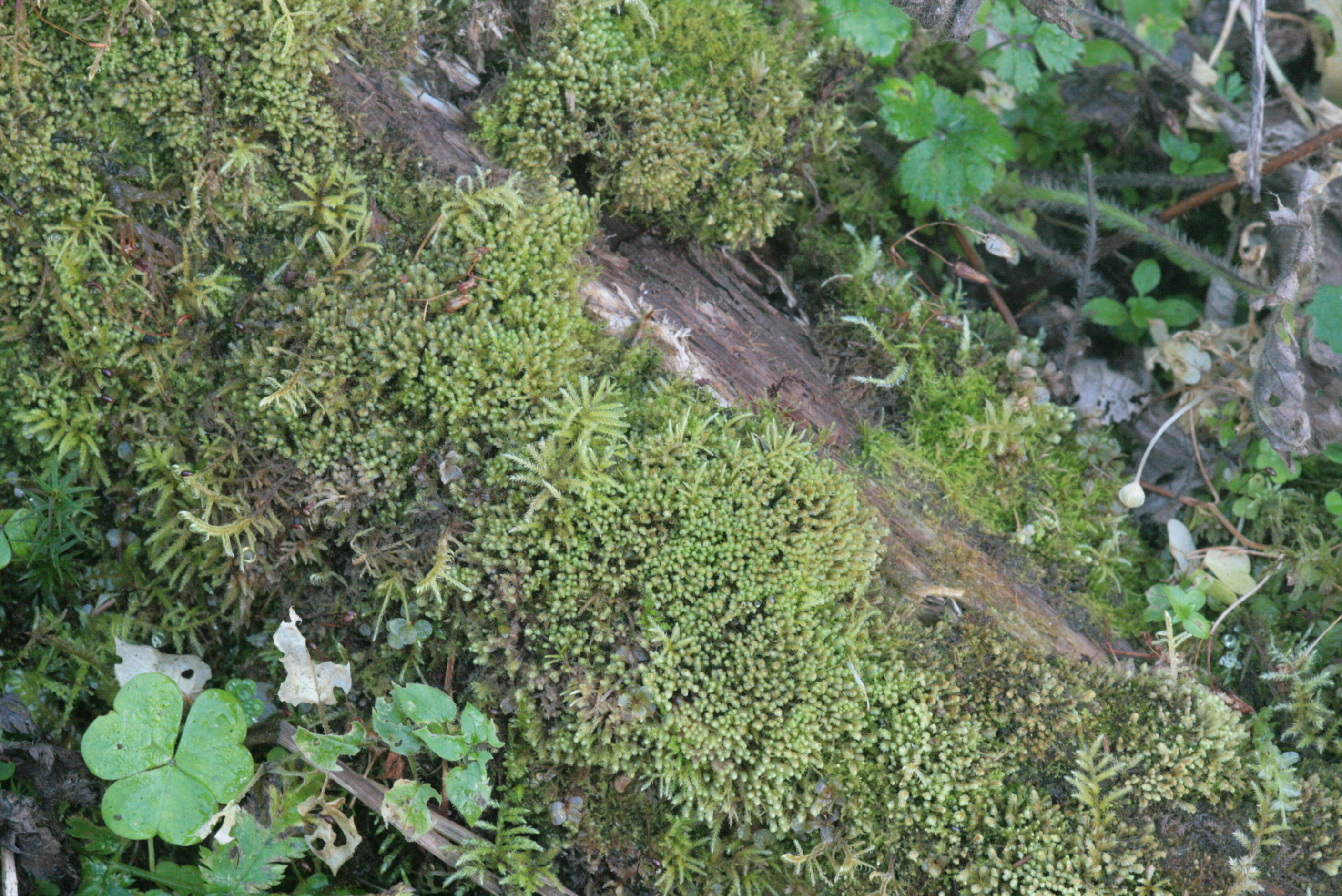